# 石原俊
石原 俊（いしはら たかし、1912年3月3日 - 2003年12月31日）は、日本の実業家である。日産自動車社長、日本自動車工業会会長、経済同友会代表幹事として、日本の自動車産業や財界活動に大きな影響を与えた。

## 来歴・人物

### 日産自動車
東京の府立四中を経て、旧制浦和高校入学。浦和高時代に学生ストライキを煽ったとして停学処分を受け、2年遅れで東北帝国大学法文学部法科入学。1937年（昭和12年）に東北帝大法科卒業後、日産自動車に入社。経理・財務関係に勤め、その後専務や副社長として長く川又克二社長を支えた。
1954年（昭和29年）、42歳の時に取締役に就任し、将来の「日産の社長候補」と目された。経理部長にあった1957年（昭和32年）、当時弱小の輸出部門に移動となり、実質左遷人事にあった。そこで米国日産自動車（Nissan Motor Corporation, U.S.A. 略称 NMC。現北米日産の前身）を設立し、1962年（昭和37年）、日本の業界1位の輸出台数を達成し、翌翌1964年（昭和39年）、米国の輸入車ベストテンのランキング入りを果たし、輸出部門が花形部署になった。　　
1977年（昭和52年）6月、前任者の岩越忠恕を継いで同社の社長に就任すると、新経営方針の「グローバル10」を発表し、労使関係の改革に着手した。これは、世界の自動車生産における日産のシェアを10 %へ引き上げるという目標を掲げた積極的な経営方針の表明であり、その後10年近く続く労使対立のきっかけともなった。
日産では川又の前任者である浅原源七社長時代の1953年（昭和28年）の大争議中に労使協調路線の労働組合である日産労働組合が結成され、影響力を及ぼしていた塩路一郎委員長は同盟系の自動車総連初代会長も兼任して、日産の内外で大きな影響力を公使した。長年にわたる川又との蜜月状態は日産の労使関係を安定化させ、日産をトヨタに次ぐ日本第二の自動車メーカーに発展させる一助となったが、経営陣は労働組合（すなわち塩路）の同意無しでは意志決定が出来ないという弊害も生んでいた。
当時の石原社長は「グローバル10」で野心的な経営拡大方針を示し、当時深刻になっていた日米貿易摩擦への対応策として、アメリカ合衆国やヨーロッパでの現地生産や資本参加を進めた。1980年（昭和55年）にはスペイン企業「モトール・イベリカ」への資本参加、西ドイツのフォルクスワーゲンとの提携生産などを発表し、1981年（昭和56年）にはイギリスのマーガレット・サッチャー首相との間でイギリス国内での現地工場建設協定に調印した。
この野心的な急拡大方針は労連の塩路委員長の反対を無視する形で進められたため、石原社長と塩路、すなわち新経営陣と労組の関係は悪化した。また、会長となった川又は塩路を支持し石原社長を批判したため、社内の混乱は拡大した。この社内抗争で、石原は1983年（昭和58年）に川又を相談役に退け、まず経営陣内の主導権を掌握した。続いて、1982年（昭和57年）に全民労協副議長となっていた塩路への本格的攻撃を開始した。1984年（昭和59年）に塩路の女性問題が発覚すると、石原による社内改革の主張が工場勤務社員からの支持を集めた。彼らは塩路に対し、長年に及ぶ組合内独裁や労働貴族と呼ばれる豪華な生活に対して不満をくすぶらせていた。石原は自らが会長になった後の1986年（昭和61年）2月には塩路を全ての役職から退かせる事に成功した。なお、同年3月には川又が死去した。塩路は1987年（昭和62年）に定年退職したが、その影響力は完全に失われていた。
1985年（昭和60年）6月、石原は社長職を久米豊に譲り、自らは会長として引き続き日産の経営に携わった。既述の労組対策の他、世界市場での日産のシェア拡大とブランド定着を目指した。しかし、積極的な海外進出の多くは失敗に終わり、巨額の赤字を生んだ。また、従来のダットサン（DATSUN）ブランドをニッサン（NISSAN）に統一した決定も失敗と評され、特に北米市場では歴史と競争力を持ち、多くのファンやマニアを育ててきたダットサン（DATSUN）ブランドを自ら放棄する形となり、日産の売り上げは低迷した。
「グローバル10」の急拡大路線は1990年代のバブル崩壊により日産の財務体質を悪化させ、1992年（平成4年）の辻義文社長就任を機に石原は相談役に退いた。その後も日産の経営は迷走を続け、塙義一社長時代の1999年（平成11年）にはフランスのルノー傘下へと下るに至った。
2003年（平成15年）12月31日死去。享年91。

### 財界活動
石原は日本経済の基幹である自動車産業の名門企業のトップとして、さまざまな財界活動に携わった。これは、業界トップのトヨタ自動車が東京から離れた愛知県の企業で、当時は財界活動に消極的だったという事情もあった。
石原は、日産社長からの退任が迫っていた1985年4月に経済同友会代表幹事に就任し、1991年に退任するまで、会員の増加・多様化や政策提言機能の強化を進めた。政界にも強い影響力を持ち「企業は一流、政治は三流」などと政権批判を繰り返し、1989年には竹下登首相の退陣を要求し話題を呼んだ。
また、1986年から企業研究会会長も務めた。
学生時代サッカー部に所属し日本リーグ開始当初からチームを参戦させJリーグ創設の礎を構築した。また財界の一線を退いた後も2002年のW杯招致に尽力し2002年まで生きたいというのが最晩年の目標であったという。

### その他の活動
数々の功績に対して、1983年には勲一等瑞宝章、1991年には勲一等旭日大綬章がそれぞれ授与された。また、政府の各種審議会などにも多く参加し、政策決定への影響力を持った。2002年のワールドカップ招致委員会会長を務め、同大会の日韓共同開催につなげた。
大の時代劇好きでも有名であり、『大江戸捜査網』（テレビ東京系）は、当時日産の宣伝部長であった石原の「土曜の夜に時代劇を見たい」という要望がきっかけとなって放送が開始されたという伝説がある。（大江戸捜査網#制作の事情も参照）

## 現在の評価
世間や現在の日産自動車において、石原への評価は高くない。日産の公式サイト内では歴代社長のリストはなく、石原社長時代の主要な事象は記録されても、社長である石原の名前は記載されていない。
これは既述の通り、労使関係の改革による経営自主権の回復への評価より、その後の経営危機の原因となった「グローバル10」への批判が大きいためと考えられる。欧州進出を強行する石原に対して塩路が浴びせた批判が的を射ていた事も、石原への評価を厳しくしている。
当時社員だった伊藤修令と渡邉衡三は後年『石原さんの力が凄すぎて役員であっても石原にとって都合の良いことしか言うことができなかった』と発言している
一方、経済同友会においては、その活動を活性化させた功績が評価されている。石原の死去の際には、北城恪太郎代表幹事による悼辞が翌日（2004年1月1日付）で発表され、現在でも同会の公式サイトで読む事が出来る。